# パンタグリュエル占筮
パンタグリュエル占筮（パンタグリュエルせんぜい、パンタグリュエルうらない、Pantagrueline prognostication）は、ルネサンス期フランスの文人フランソワ・ラブレーによって書かれた戯作的な（つまりはパロディとしての）占いの書である（「占筮」を「うらない」と読むのは渡辺一夫訳による）。最初の刊行は1533年頃のことであり、『パンタグリュエル物語』（「第二之書」）同様、アルコフリバス・ナジエ名義であった。
少なくとも次の版が現存している。
- 1533年向けの占筮- 1533年頃の刊行
- 1535年向けの占筮- 1534年
- 1537年向けの占筮- 1537年（『パンタグリュエル物語』の付録）
- 1538年向けの占筮- 1537年（『パンタグリュエル物語』の付録）
- 永代（向けの）占筮 (pour l'an perpétuel)- 1542年（『パンタグリュエル物語』の付録）
- 1547年向けの占筮- 1547年（『ガルガンチュアとパンタグリュエル物語』の付録）
- 永代（向けの）占筮- 1548年以後？（『ガルガンチュアとパンタグリュエル物語』の付録）
- 永代（向けの）占筮- 1553年（『ガルガンチュアとパンタグリュエル物語』の付録）

1533年向けは全6章で、1535年向けでは4章分が付加されて全10章となった。以降、どの年向けのものであってもほぼ同一の内容が使い回されているため、戯作的傾向は明白であるとされる。また、内容自体も当然過ぎる話や全くの荒唐無稽な話を勿体をつけて語るものであって、真剣に占いを語るものではない。
こうした戯作的な占いは先行するものも少なくなかったが、ラブレーにとっては、とりわけヨアヒム・シュテルク・ファン・リンゲルベルク(Joachim Sterk van Ringelberg)の『学源(De ratione Studii)』に負うところが大きかったとされる。
日本語訳
- 「パンタグリュエル占筮」渡辺一夫 訳註、高桐書院、1947年

## ラブレーの暦書
ラブレーは1533年ごろから1553年ごろまで何度か暦書(Almanach)も刊行していたようであるが、その内容をうかがえる文章は『1533年向けの暦』『1535年向けの暦』の17世紀の写本による断片しか現存していなかった。そのため、占筮との関係については、必ずしも明確になっていない。
ただし、『1535年向けの暦』については、21世紀に入って全文が発見され、2014年に復刻版が出版されている（"Almanach pour l'an M.D.XXXV", ISBN 9782812433160）。